# Valencia (1926)

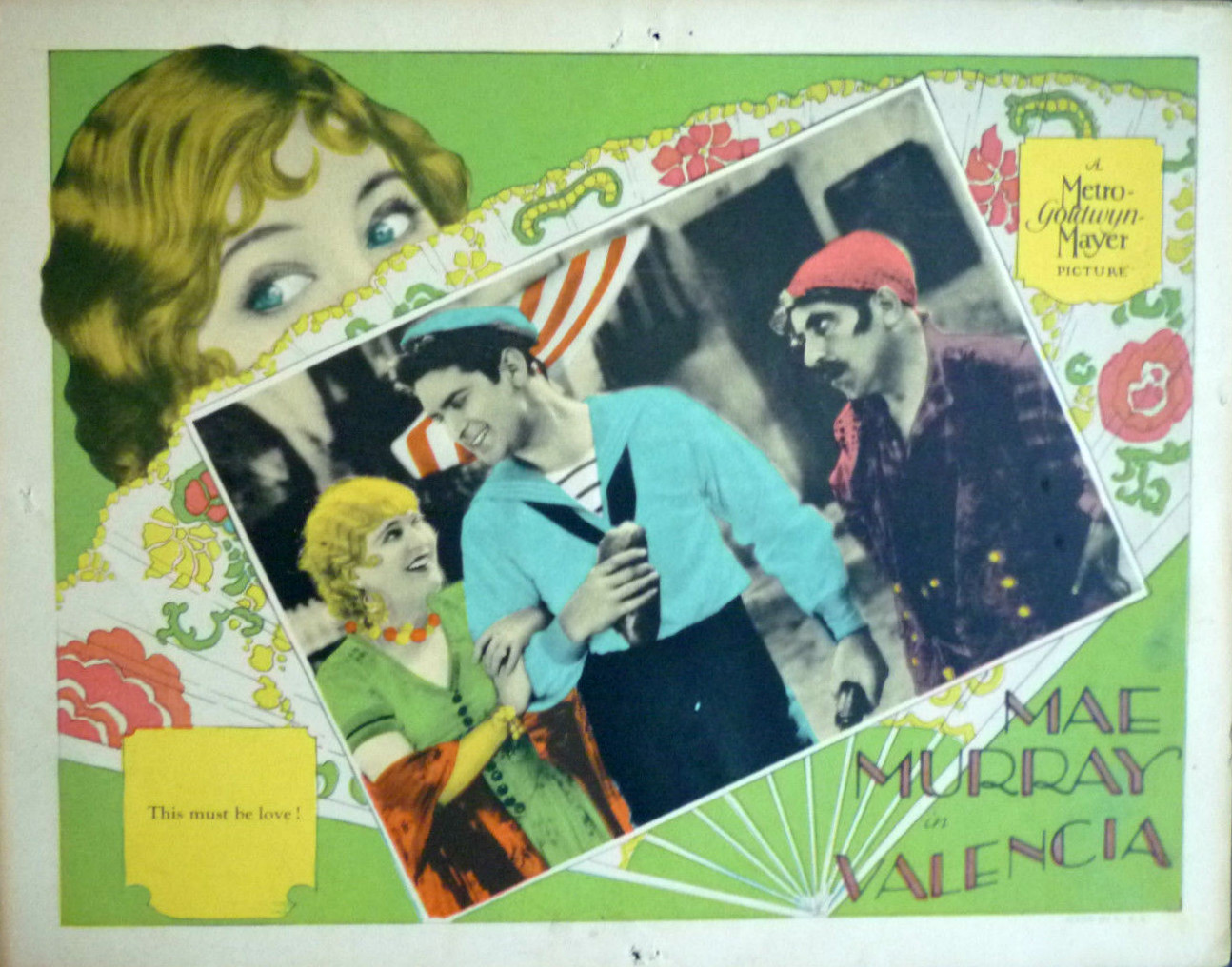
Targeta publicitària de la pel·lícula.

Valencia, també conegut com The Love Song, és una pel·lícula muda romàntica dirigida per Dimitri Buchowetzki en 1926. Va ser produïda per Paramount Pictures, que va elegir a Buchowetzi com a director. La pel·lícula estava protagonitzada per Mae Murray i mostrava a Boris Karloff en un paper no-acreditat. Es considera que és una pel·lícula perduda, encara que es rumorege que hi van haver còpies que han sobreviscut. La pel·lícula va ser un èxit de taquilla, i la cançó que l'acompanyava, el pas-doble Valencia, va ser la més escoltada de l'any als Estats Units d'Amèrica.